# Ronde van Frankrijk 2016/Dertiende etappe
De dertiende etappe van de Ronde van Frankrijk 2016 werd verreden op vrijdag 15 juli 2016 van Bourg-Saint-Andéol - La Caverne du Pont d'Arc.

## Parcours
Het was een individuele tijdrit  van 37,5 km over geaccidenteerd terrein.

## Verloop
Voor de start werd een minuut stilte gehouden voor de slachtoffers van de aanslag in Nice op 14 juli 2016. Sam Bennett was de eerste renner die binnenkwam in een tijd van 58'55". De vijfde renner aan de aankomst, Alexis Gougeard reed meteen meer dan vier minuten beter: 54'27". De eerste die onder deze tijd ging was Maciej Bodnar met 52'47". Bodnar was bij het eerste tussenpunt nog zeven seconden trager dan Gougeard. Rohan Dennis verpulverde de snelste tijd van Gougeard bij tussenpunt 1: Gougeard had daar 15'29", Dennis zette 14'50" neer. Hij had bij het tweede tussenpunt bijna twee minuten voorsprong op Gougeard. Bij de aankomst had hij 51 seconden voorsprong op Bodnar (51'56") en al bijna drie minuten op nummer drie Gougeard.
Tijdritspecialist Fabian Cancellara en wereldkampioen Vasil Kiryjenka kwamen bij de tussenpunten niet aan de tijd van Dennis. Kiryjenka verliest bijna zes minuten op Dennis. Cancellara zette een vierde tijd neer, tussen Bodnar en Gougeard. Steve Cummings reed acht seconden sneller dan Bodnar en kwam op de tweede plaats te staan op 43 seconden van Dennis. Nélson Oliveira reed 10 seconden sneller dan Dennis (51'46"). Jérôme Coppel was vier seconden trager dan Oliveira. 
Tom Dumoulin vaagde alle tegenstand weg met een tijd van 50'15".

## Tussenpunten
| Tussenstand punt 1: Côte de Bourg-Saint-Andéol (7 km) |                 |                    |        |
| Plaats                                                | Naam            | Ploeg              | Tijd   |
| 1                                                     | Tom Dumoulin    | Team Giant-Alpecin | 14'16" |
| 2                                                     | Nélson Oliveira | Movistar Team      | + 10"  |
| 3                                                     | Richie Porte    | BMC Racing Team    | z.t.   |

| Tussenstand punt 2: Les Arredons (17,5 km) |                |                    |        |
| Plaats                                     | Naam           | Ploeg              | Tijd   |
| 1                                          | Tom Dumoulin   | Team Giant-Alpecin | 25'26" |
| 2                                          | Romain Sicard  | Direct Énergie     | + 19"  |
| 3                                          | Steve Cummings | Dimension Data     | + 21"  |

| Tussenstand punt 3: Le Pont-d'Arc (28 km) |               |                    |        |
| Plaats                                    | Naam          | Ploeg              | Tijd   |
| 1                                         | Tom Dumoulin  | Team Giant-Alpecin | 36'45" |
| 2                                         | Chris Froome  | Team Sky           | + 48"  |
| 3                                         | Jérôme Coppel | IAM Cycling        | + 54"  |

## Uitslagen
| Rituitslag Bourg-Saint-Andéol - La Caverne du Pont d'Arc (37,5 km) |                 |                     |         |
| Plaats                                                             | Naam            | Ploeg               | Tijd    |
| Winnaar                                                            | Tom Dumoulin    | Team Giant-Alpecin  | 50'15"  |
| 2                                                                  | Chris Froome    | Team Sky            | + 1'03" |
| 3                                                                  | Nélson Oliveira | Movistar Team       | + 1'31" |
| 4                                                                  | Jérôme Coppel   | IAM Cycling         | + 1'35" |
| 5                                                                  | Rohan Dennis    | BMC Racing Team     | + 1'41" |
| 6                                                                  | Bauke Mollema   | Trek-Segafredo      | + 1'54" |
| 7                                                                  | Geraint Thomas  | Team Sky            | + 2'00" |
| 8                                                                  | Jon Izagirre    | Movistar Team       | + 2'02" |
| 9                                                                  | Tony Martin     | Etixx-Quick Step    | + 2'05" |
| 10                                                                 | Steve Cummings  | Team Dimension Data | + 2'24" |
|                                                                    |                 |                     |         |
| 32                                                                 | Thomas De Gendt | Lotto Soudal        | + 4'08" |

## Klassementen
| Algemeen Klassement |                    |                     |           |
| Plaats              | Naam               | Ploeg               | Tijd      |
| Gele trui           | Chris Froome       | Team Sky            | 58u02'51" |
| 2                   | Bauke Mollema      | Trek-Segafredo      | + 1'47"   |
| 3                   | Adam Yates         | Orica-BikeExchange  | + 2'45"   |
| 4                   | Nairo Quintana     | Movistar Team       | + 2'59"   |
| 5                   | Alejandro Valverde | Movistar Team       | + 3'17"   |
| 6                   | Tejay van Garderen | BMC Racing Team     | + 3'19"   |
| 7                   | Romain Bardet      | AG2R La Mondiale    | + 4'04"   |
| 8                   | Richie Porte       | BMC Racing Team     | + 4'27"   |
| 9                   | Daniel Martin      | Etixx-Quick Step    | + 5'03"   |
| 10                  | Fabio Aru          | Astana Pro Team     | + 5'16"   |
|                     |                    |                     |           |
| 34                  | Serge Pauwels      | Team Dimension Data | + 48'44"  |

| Ploegenklassement |                    |            |
| Plaats            | Ploeg              | Tijd       |
|                   | BMC Racing Team    | 174u07'01" |
| 2                 | Movistar Team      | + 2'30"    |
| 3                 | Team Sky           | + 8'10"    |
| 4                 | Astana Pro Team    | + 26'33"   |
| 5                 | AG2R La Mondiale   | + 45'58"   |
| 6                 | Trek-Segafredo     | + 54'15"   |
| 7                 | Tinkoff            | +1u07'08"  |
| 8                 | Team Katjoesja     | +1u19'43"  |
| 9                 | IAM Cycling        | +1u24'22"  |
| 10                | Orica-BikeExchange | +1u24'53"  |

### Nevenklassementen
| Puntenklassement |                |                     |        |
| Plaats           | Naam           | Ploeg               | Punten |
| Groene trui      | Peter Sagan    | Tinkoff             | 309    |
| 2                | Mark Cavendish | Team Dimension Data | 219    |
| 3                | Marcel Kittel  | Etixx-Quick Step    | 202    |

| Bergklassement |                 |              |        |
| Plaats         | Naam            | Ploeg        | Punten |
| Bolletjestrui  | Thomas De Gendt | Lotto Soudal | 89     |
| 2              | Rafał Majka     | Tinkoff      | 77     |
| 3              | Daniel Navarro  | Cofidis      | 68     |

| Jongerenklassement |                 |                    |           |
| Plaats             | Naam            | Ploeg              | Tijd      |
| Witte trui         | Adam Yates      | Orica-BikeExchange | 58u05'36" |
| 2                  | Louis Meintjes  | Lampre-Merida      | + 3'03"   |
| 3                  | Warren Barguil  | Team Giant-Alpecin | + 5'38"   |
|                    |                 |                    |           |
| 5                  | Wilco Kelderman | Team LottoNL-Jumbo | + 27'23"  |
| 20                 | Jasper Stuyven  | Trek-Segafredo     | +1u58'28" |

## Uitvallers
- Simon Gerrans (niet meer gestart na val in twaalfde etappe)
- Thibaut Pinot (niet gestart wegens ziekte)
- Edward Theuns